# Балійська кішка
Балінез, або балінезійська довгошерста (Balinese) — порода котів. Як назва була прийнята назва одного з островів Південно-східної Азії — Балі, тому, що рухи цих котів під час гри нагадують рухи танцівниць цього острова, а саме стрибки боком.

## Зовнішній вигляд
Це дуже крупна, як на котів, тварина, що досягає 8-10 кг ваги. Кішки значно менші й витонченіші за котів і характер у них м'якший і гнучкіший.
По вигляду і по суті — сіам з довгою шерстю і пухнастим хвостом. Довгошерсті кошенята, що час від часу з'являлися серед чистопорідних сіамів, привернули увагу заводчиків ще на початку століття, але серйозні зусилля з оформлення породи були зроблені в 40-х роках. Таким чином, балінези є ніби напівдовгошерстими варіаціями сіамів.
Для повного розвитку і дорослішання балінезам деколи треба до 5 років. Мають добре розвинений кістяк і могутню мускулатуру. Дуже добре стрибають, як у висоту, так і в довжину. Спритні й безстрашні мисливці, якщо утримуються на «вільному вигулі».
Як і сіам, балінез — це кішка з довгими звуженими лініями, дуже тонка і м'язиста. У неї все довге — голова, вуха, тіло, кінцівки, хвіст. Тонка, легка, густа, шовковиста і ніби струмуюча шерсть без підшерстка виглядає короткою, і лише розкішний плюмаж хвоста і невеликі фестони на задніх кінцівках показують, що це довгошерста кішка. Через довгу шерсть загальні контури тіла також виглядають м'якше, ніж в сіамів. Линяють вони двічі на рік. Це одна з небагатьох порід кішок, яка уміє і любить слідкувати за своєю шерстю.

## Характер
Ці кішки мають спокійний, урівноважений характер. Вони безстрашні захисники своєї території й ніжні друзі свого господаря і терплячі іграшки в руках дітей. Проте до сторонніх людей ставляться насторожено.
Балінези дуже люблять, коли з ними спілкуються на рівних гідно оцінюють їх неабиякий інтелект. Це кішки — партнери за визначенням. Мають відчуття власної гідності. Ніколи не нав'язуються, але обожнюють бути в компанії господаря. Водночас є надзвичайно уважними й тямущими слухачами. Господаря, що розхвилювався або засмученого, легко можуть заспокоїти й утішити мелодійним муркотанням і тихим воркуванням.
У господарів Балінезів кішок ніколи не буває проблем з «поганою поведінкою». Хороші манери у них «в крові» і закріплені на генетичному рівні.
Балінези відрізняються міцним здоров'ям і довгою тривалістю життя.

## Забарвлення
Кількість визнаних забарвлень різна в різних організаціях. TICA, WCF і деякі інші крім чотирьох традиційних забарвлень (сил, шоколадний, блакитний, ліловий) визнають також червоні, кремові, черепахові, всі таббі-поінт, а також сріблясті варіації. Інші, в основному американські організації (CFA, ACFA, CFF) визнають тільки традиційні забарвлення, а для нетрадиційних забарвлень використовують назву «яванез». У організаціях любителів кішок в СНД балінез визнаний у всіх вище перелічених забарвленнях як колорпоінт.

## Світлини

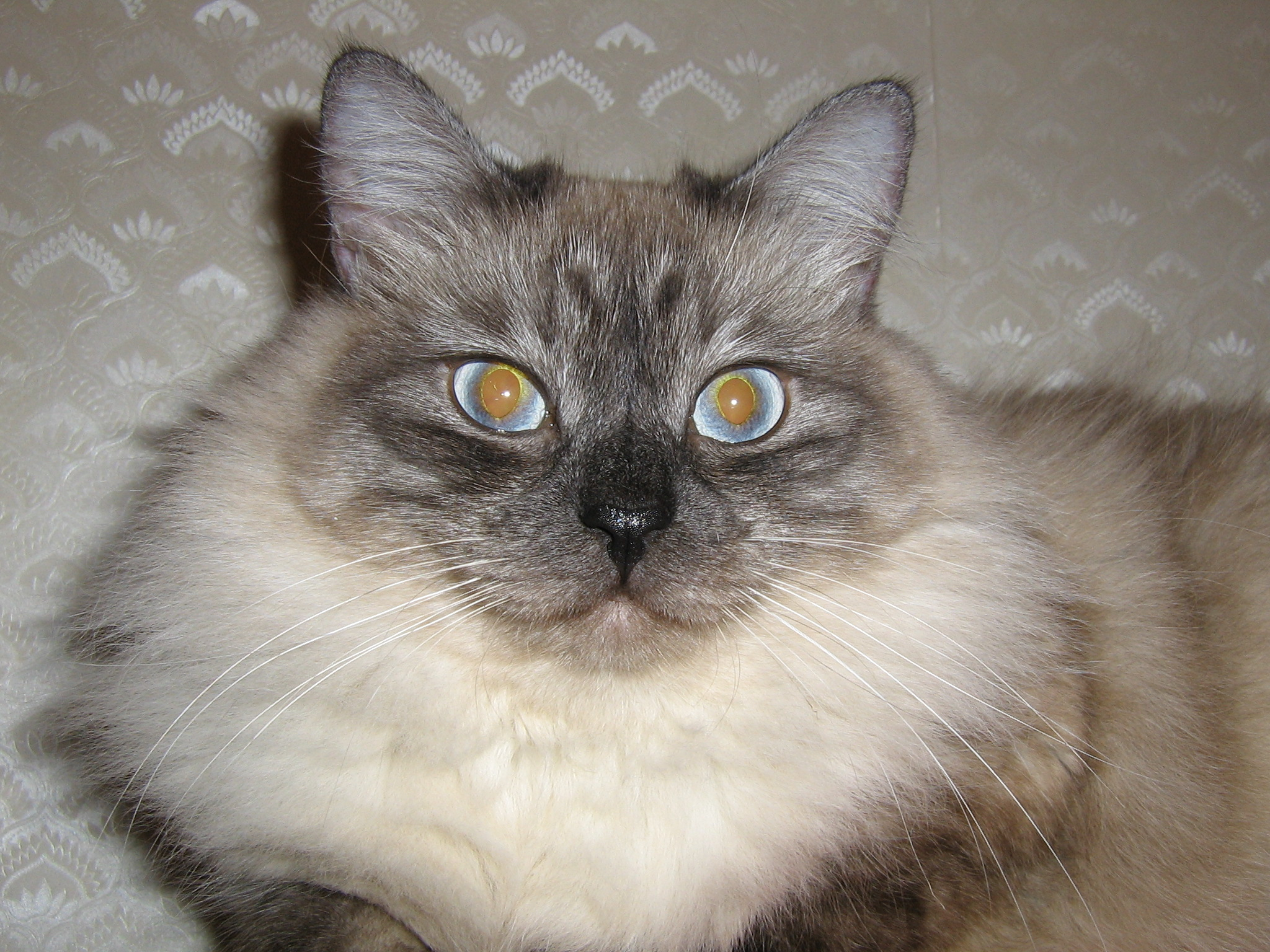
Кішка породи балінез в зимовому хутрі
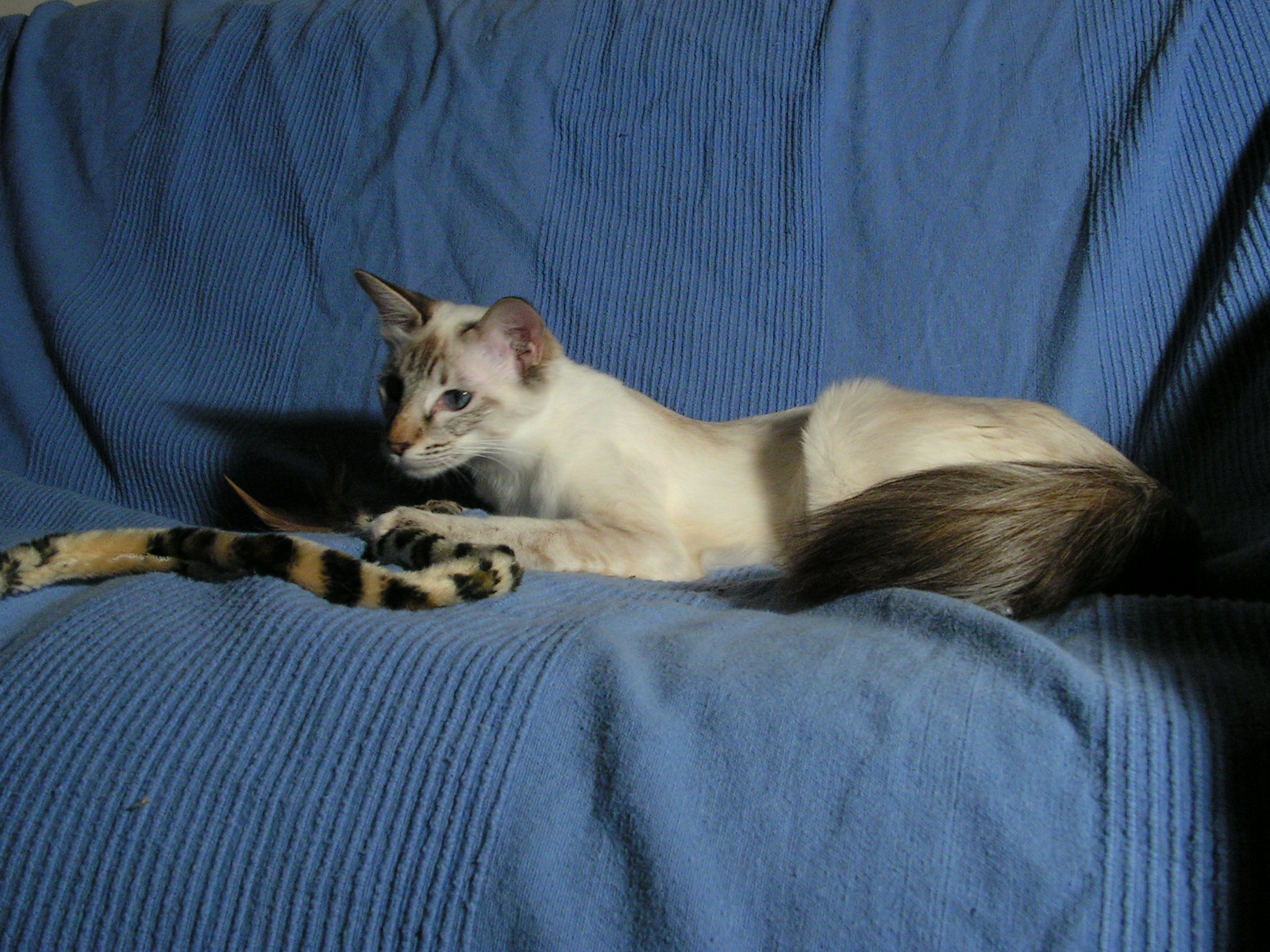
Кішка породи балінез в літньому хутрі
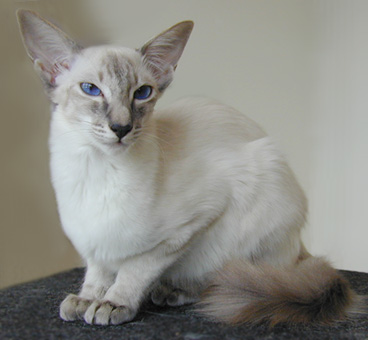
Доросла короткошерста кішка
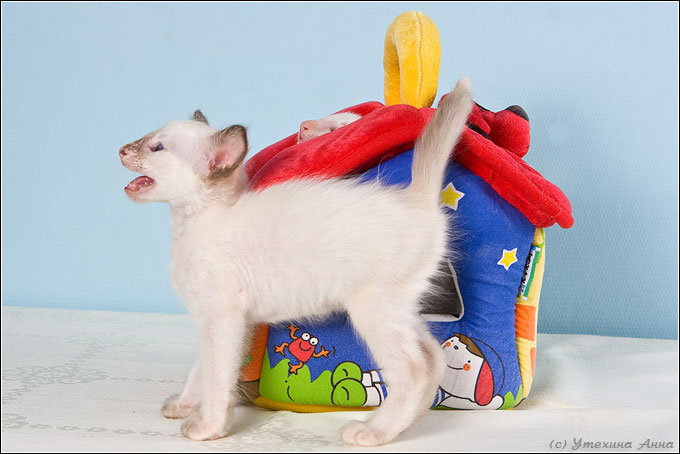
Кошеня
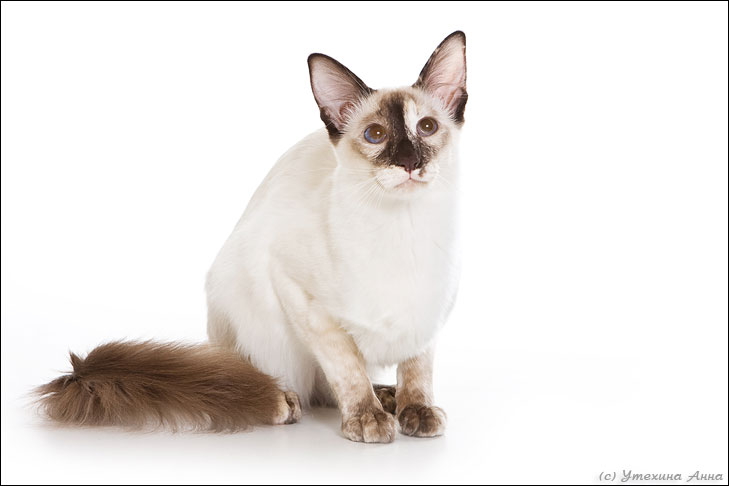
Шоколадно-черепахове забарвлення